# 俞思冲
俞思冲（？—？），字似宗，號瞻白，浙江杭州府仁和（今杭州）人，明朝政治人物，同进士出身。

## 生平
萬曆十九年（1591年）辛卯科浙江鄉試第十名舉人，二十年中式壬辰科（1592年）會試第二百三十四名，未殿试，二十三年（1595年）登乙未科廷試三甲第一百九十三名進士。刑部觀政，二十四年六月授江西餘干縣知縣，二十六年丁母憂，萬曆二十九年（1601年）任直隸华亭县知县，萬曆三十二年（1604年）由熊剑化接任。升刑部主事，三十七年八月往关外审决。

## 家族
曾祖父俞信、祖父俞煖、父親俞鵠，庠生。前母沈氏，母项氏。慈侍下。